# Katastrofa lotu Sosoliso Airlines 1145
Katastrofa lotu Sosoliso Airlines 1145 – wydarzyła się 10 grudnia 2005 w Port Harcourt w Nigerii. McDonnell Douglas DC-9-32, należący do linii lotniczych Sosoliso Airlines, lecący z Abudży do Port Harcourt, rozbił się w trakcie podchodzenia do lądowania na lotnisku Port Harcourt International Airport. W katastrofie zginęło 108 osób, ocalały dwie.

## Samolot
Mc Donnell Douglas DC-9 (nr. rej. 5N-BFD), który się rozbił został wyprodukowany w 1972 roku. Przed katastrofą wylatał ponad 51051 godzin.

## Przebieg lotu
Maszyna wystartowała z lotniska w Abudży o godzinie 13:26. Maszyna utrzymywała 24 000 stóp (7300m). O godz. 13:41 maszyna schodziła do lądowania podejściem ILS na pas 21. O godz. 13:50 maszyna kontynuowała schodzenie na 16 000 stóp. Samolot zniżał wysokość lotu aż do godziny 14:00. W trakcie lądowania nad lotniskiem panowały złe warunki atmosferyczne – trwały opady deszczu i burza. O godzinie 14:08 maszyna dotknęła pasa, a jej ogon otarł się o nawierzchnię. Maszyna uległa dezintegracji, a kilka chwil później rozbiła się i stanęła w płomieniach.

## Przyczyny katastrofy
Oficjalne przyczyny katastrofy pozostają nieznane. Jedna z teorii na jej temat mówi, że w ogon DC-9 uderzył piorun. Piloci zgłosili, że maszyna została trafiona przez piorun, gdy znajdowała się około 40-50 metrów od pasa startowego.

## Ofiary
Katastrofę przeżyło 7 osób, jednak 5 osób zmarło w czasie transportu do szpitala lub w samym szpitalu. W sumie ze 110 osób znajdujących się na pokładzie ocalały zaledwie 2 osoby. Wśród pasażerów znajdowało się 75 osób – pracowników i uczniów miejscowej szkoły średniej.